# Cork
Cork (irsky Corcaigh) je po Dublinu druhé největší město Irské republiky a největší město provincie Munster. Podle sčítání z roku 2016 zde žije 125 622 obyvatel. Název města je odvozen od irského slova corcach, což v překladu znamená bažina. Jižně od města se nachází jedno z největších letišť v zemi. Město je i administrativním centrem hrabství Cork.
Historické jádro města se rozkládá na ostrově mezi dvěma rameny řeky Lee, nedaleko jejího ústí do moře. Centrum má převážně historický charakter, najdete zde však i moderní budovy, z nichž mnohé patří k univerzitnímu kampusu.

## Historie
Cork byl původně mnišská osada, údajně založená v 6. století sv. Finbarrem.
Městský charakter získalo osídlení Corku někdy mezi lety 915 a 922, kdy severští (vikinští) osadníci založili obchodní přístav. Má se za to, že Cork, podobně jako Dublin, byl důležitým obchodním centrem v globální skandinávské obchodní síti. Coby důležité obchodní centrum bylo osídlení obehnáno zdí. Několik bran a částí zdi se dochovalo až do dnešní doby. Na Cork několikrát zaútočili Vikingové a za svou historii byl několikrát zničen a znovu vybudován. Církevní osada existovala nadále vedle vikinského opevněného přístaviště (longphort), přičemž se mezi nimi vyvinul typ symbiotického soužití, v němž Seveřané zajišťovali pro klášter jinak nedostupné zboží a rovněž pravděpodobně i vojenskou ochranu.
Městská práva udělil Corku roku 1185 pozdější anglický král Jan coby pán Irska (anglicky Lord of Ireland). Město kdysi zcela obepínaly hradby, přičemž některé úseky hradeb a brány zůstaly zachovány dodnes. Po většinu středověku bylo město Cork výspou staroanglické kultury uprostřed převážně nepřátelského gaelského venkova a odříznuto od anglického panství v Koloví okolo Dublinu. Okolní gaelští a ironormanští lordi si vynucovali „černou rentu“ od měšťanů jako výkupné, že nenapadnou město. Současný rozsah města přesáhl středověké hranice panství města Corku a zabírá značnou část sousedního panství Cork. Dohromady jsou tato panství obklopena panstvím Barrymore na východě, panstvím Muskerry East na západě a panstvím Kerrycurrihy na jihu.
Městské radě Corku dominovalo zhruba 12 až 15 rodin obchodníků, jejichž bohatství pocházelo ze zámořského obchodu s kontinentální Evropou, zejména z exportu vlny a kůží a importu soli, železa a vína. Středověké obyvatelstvo Corku čítalo asi 2 100 lidí. Utrpělo těžkou ránu v roce 1349, kdy téměř polovina obyvatel města zemřela na mor, když jeho epidemie (Černá smrt) dorazila do města. V roce 1491 sehrál Cork roli v anglických Válkách růží, když uchazeč o anglický trůn Perkin Warbeck, prohlašující o sobě, že je Richardem ze Shrewsbury, mladším bratrem rovněž zmizelého krále Eduarda V. (Princové z Toweru), přistál ve městě a snažil se získat podporu pro spiknutí ke svržení anglického krále Jindřicha VII. Tehdejší starosta Corku a řada významných měšťanů následovala Warbecka do Anglie, ale když se povstání zhroutilo, byli pochytání a popraveni.
Titul starosta Corku (anglicky Mayor of Cork) vznikl královskou listinou v roce 1318 a v roce 1900 se titul změnil na primátora (anglicky Lord Mayor) poté, co byl tehdejší starosta pasován na rytíře britskou královnou Viktorií během její oficiální návštěvy města.
Od 19. století v Corku silně převládal irský nacionalismus s širokou podporou pro irskou samosprávu a Irskou parlamentní stranu (anglicky Irish Parliamentary Party).  Ale od roku 1910 stál Cork pevně za disidentskou Stranou vše pro Irsko (anglicky All-for-Ireland Party) irského nacionalisty a sociálního revolucionáře Williama O'Briena. O'Brien zde vydával třetí místní noviny Cork Free Press.
V irské válce za nezávislost bylo centrum Corku vypáleno britskými paramilitantními jednotkami „Black and Tans“ (černohnědí) a bylo svědkem urputných bojů mezi příslušníky irské gerily a britskými jednotkami. Během irské občanské války drželi Cork načas protivníci Anglo-irské dohody, než byl znovu dobyt útokem z moře irskou národní armádou podporující Anglo-irskou dohodu.

## Zajímavosti
Cork i jeho okolí nabízí návštěvníkům vše, od keltské historie a tradic (včetně oblastí, kde se domluvíte výhradně irsky), přes kulturní akce nebo golf až po úchvatné přírodní scenérie. Cork má také přezdívku povstalecké město za svou podporu Yorků v anglických Válkách růží a obyvatelé Corku jej sami považují za „skutečné hlavní město“ v narážce na jeho roli v irské občanské válce. Ringaskiddy, 20 km jižně od Corku, je největší irský přístav.
Cork se pyšní architektonicky pozoruhodnými budovami majícími svůj původ od středověku až po současnost. Mnoho budov bylo postaveno ve stylech georgiánské architektury mezi lety 1714 a 1830.

### Církevní stavby
Jediným významným pozůstatkem středověku a původní anglonormanské kolonizace je augustiniánské Červené opatství (anglicky Red Abbey), postavené z narudlého pískovce v gotickém slohu. Z opatství se dochovala pouze zvonice.
V Corku jsou dvě katedrály, a sice katolická katedrála svaté Marie a svaté Anny, nazývaná Severní katedrálou, postavená v letech 1799–1808, s charakteristickou věží dostavěnou v 60. letech 19. století, a anglikánská katedrála svatého Finbara, postavená v novogotickém stylu v letech 1865–1879 pod vedením anglického architekta Williama Burgese (jeho první významný architektonický počin) na základech předchozích církevních staveb a zasvěcená městskému patronu. Z obou katedrál je patrně známější právě katedrála protestantská.
Ve čtvrti Shandon, na sever od nejstaršího iroseveřanského osídlení, stojí od roku 1722 anglikánský kostel svaté Anny proslavený básní irského humoristy a novináře Francise Sylvestera Mahonyho, Shandonské zvony (v anglickém originálu „The Bells of Shandon“). Kostel má dvě barvy fasády, a sice z červeného pískovce ze shandonského hradu, který stával opodál, a z bílého vápence vzatého z opuštěného františkánského opatství na břehu řeky Lee. Na kostelní věži jsou hodiny se čtyřmi ciferníky, jež místní překřtili na „lháře čtyř tváří“, neboť v závislosti na úhlu pohledu a vlivem větru se zdálo, že neukazovaly stejný čas. Větrná korouhvička na vrcholu věže má tvar více než třímetrového zlatého lososa.

### Sekulární stavby
Budova Hlavní pošty se svou vápencovou fasádou stojí v Oliver Plunkett Street na místě Královského divadla (anglicky Theatre Royal), které bylo postaveno v roce 1760 a v roce 1840 vyhořelo. Anglický vlastník cirkusů Pablo Fanque (zmíněný v jedné z písní na osmém studiovém albu skupiny The Beatles: Sgt. Pepper's Lonely Hearts Club Band) v roce 1850 na místě vyhořelého divadla postavil amfiteátr, který byl posléze přestavěn na divadlo, a to bylo nakonec v roce 1877 přestavěno na nynější Hlavní poštu.

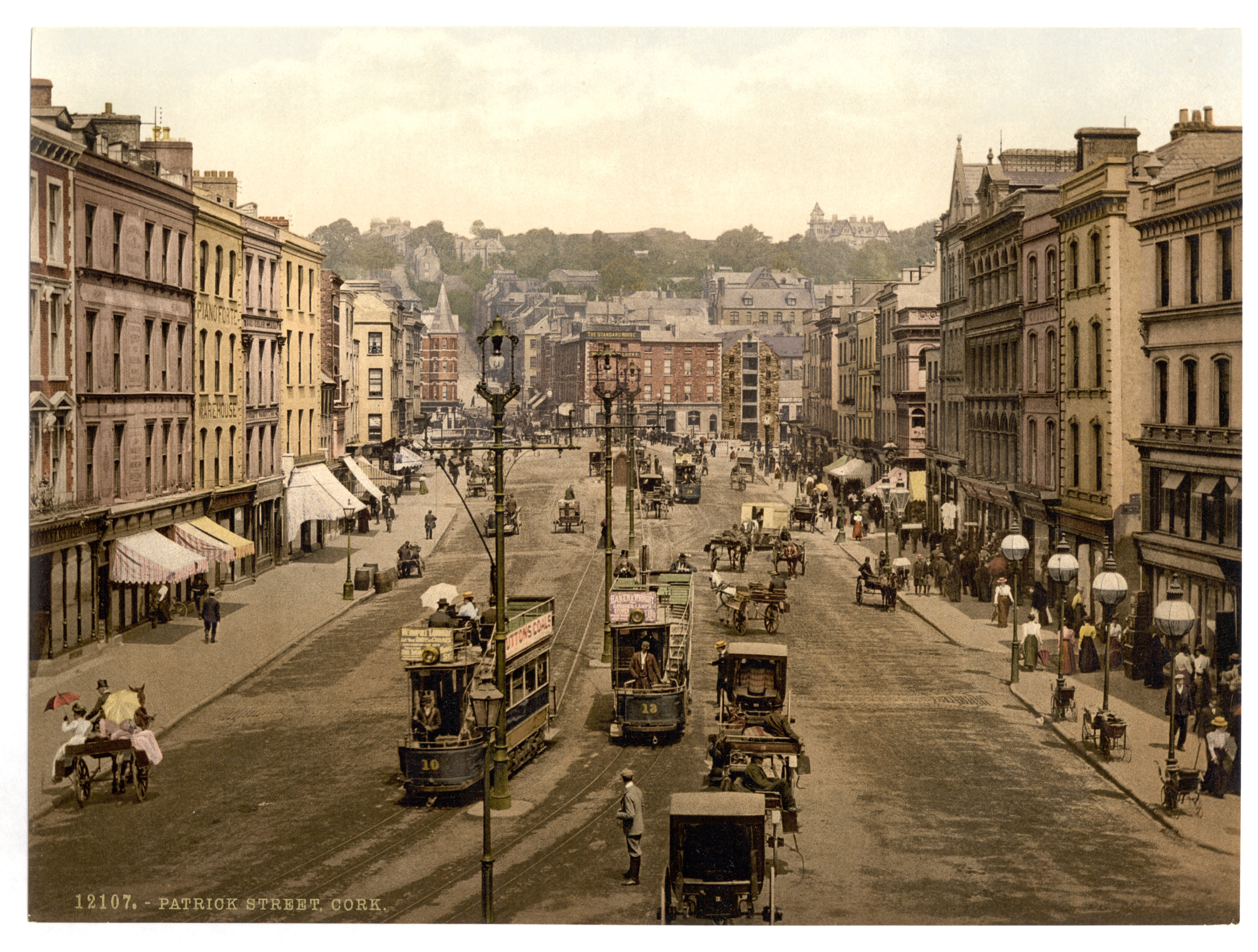
St. Patrick's Street kolem roku 1900

Za městskými hradbami na jihozápad od centra Corku byla postavena roce 1601 pevnost Elizabeth Fort. Zatímco obrana města od anglonormanské invaze po roce 1170 spoléhala na hrad Shandon a městské hradby, rozvoj dělostřelectva a možnost jeho rozmístění v okolních kopcích snížila potenciální účinnost tohoto způsobu obrany, a proto byla postavena pevnost Elizabeth Fort . Byla vybudována sirem Georgem Carewem a pojmenována po královně Alžbětě I.  Pevnost prošla různými etapami využití od kasáren, vězení až po policejní stanici. Od roku 2014 pevnost slouží jako turistická atrakce.
Zhruba dva kilometry východně od městského centra se na březích řeky Lee nachází hrad Blackrock. Původně byl v 16. století postaven jako pobřežní obranné opevnění proti pirátům a dalším útočníkům na ochranu horního městského přístavu a města Cork. V současné době je v hradu observatoř, kterou provozují pracovníci Cork Institute of Technology.
Severozápadně od historického centra Corku byla v roce 1824 otevřena na svou dobu velmi moderní Městská věznice (anglicky Cork City Gaol), nejlepší „ve třech královstvích“. Za dobu své existence až do svého zrušení v roce 1923 „hostila“ řadu prominentních vězňů. Od roku 1927 odtud postupně vysílaly rozhlasové stanice zapojené do veřejné rozhlasové sítě Irského svobodného státu (irsky Radio Éireann). Od roku 1993 je komplex turistickou atrakcí.
Turistickou atrakcí je rovněž Anglická tržnice (anglicky English Market, irsky An Margadh Sasanach). Historie zastřešené tržnice na tomto místě sahá do 1788 a její současná podoba ve stylu viktoriánského období je z poloviny 19. století. Ozdobný vchod do Princes Street postavil sir John Benson v roce 1862.

### Významné ulice
Hlavní obchodní ulicí Corku je St Patrick’s Street (irsky Sráid Naomh Pádraig). Ulice vznikla na konci 18. století při rozšiřování města za starobylé hradby. V její zakřivené stopě teklo původně rameno řeky Lee, které bylo při stavbě ulice zaklenuto. Na severním konci jí dominuje významná socha protialkoholního reformátora, otce Mathewa z roku 1864. V letech 1898 až 1931 po ní jezdily dvoupodlažní tramvaje s rozchodem 900 mm. V roce 2004 byla ulice kompletně rekonstruována.
Také dnešní široká, stromy lemovaná Grand Parade (irsky Sráid an Chapaill Bhuí) byla ve středověkém Corku podobně jako jiné současné ulice původně ramenem řeky Lee, a to přinejmenším až do roku 1690. Kolem roku 1726 stály již budovy i na jeho východním břehu, přičemž říční koryto stále existovalo. Na mapě z roku 1774 je severní část koryta již zasypána, zatímco jižní část zůstávala stále přístavním dokem. Teprve v roce 1801 říční rameno zmizelo úplně. Od 1862 se uprostřed Grand Parade nacházela Berwickova fontána (anglicky Berwick Fountain), přemístěná při úpravě ulice v roce 2007 o několik metrů dál mimo původní osu ulice. Na rohu Grand Parade a South Mall byl roku 1906 odhalen Národní památník (anglicky National Monument) se jmény irských vlastenců na památku povstání 1798, 1803, 1848 a 1867.
Na začátku 18. století byla Oliver Plunkett Street (irsky Sráid Olibhéir Pluincéid) první ulicí postavenou na východ od Grand Parade v bažinaté oblasti tehdy známé jako East Marsh nebo Dunscombe Marsh. Původně se jmenovala George's Street po britském králi Jiřím I. V současnosti je po většinu dne pěší zónou a nacházejí se na ní menší obchody, a dále zejména večer a v noci využívané četné bary, hospůdky a restaurace.
Rovněž South Mall (irsky An Meall Theas) byla původně ramenem řeky Lee. Tradičně je centrem bankovních a finančních služeb, jakož i právních a advokátních kanceláří.

## Osobnosti města
- Mary Harris Jonesová (1837–1930) – socialistka a odborářská pracovnice
- Rory Gallagher (1948–1995) – blues/rockový kytarista
- Richard Kearney (* 1954) – filosof a spisovatel
- Roy Keane (* 1971) – trenér a bývalý fotbalista
- Derval O'Rourkeová (* 1981) – atletka
- Cillian Murphy (*1976) - herec
- Jack Gleeson (*1992) - herec
- Sean McLoughlin (*1996) - fotbalista

## Partnerská města
- Coventry, Spojené království (1969)
- Kolín nad Rýnem, Německo (1988)
- Rennes, Francie (1982)
- San Francisco, Spojené státy americké (1984)
- Swansea, Spojené království (1994)
- Šanghaj, Čína (2005)